# Sudamerlycaste nana
Sudamerlycaste nana là một loài thực vật có hoa trong họ Lan. Loài này được (Oakeley) Archila mô tả khoa học đầu tiên năm 2003.